# Potpisani
Potpisani je srbijanska underground televizijska serija, odnosno filmski serijal, snimljena u samostalnoj i neovisnoj produkciji MK Art Studia 2007., 2008. i 2010. godine. Premijerno je emitirana na beogradskoj ART televiziji početkom 2009. godine. Serija predstavlja parodiju na kultnu jugoslavensku seriju „Otpisani“ i kao takva prati komične avanture mladih ilegalaca u okupiranom Beogradu za vrijeme Drugog svjetskog rata. Serija je 2010. godine dobila i nastavak - „Podbradak potpisanih“.
Scenarij i režiju serije potpisuje Marko Kovač.

## Spisak epizoda
Popis epizoda i datum premijernog emitiranja:
1. Telefonska centrala - 25. siječnja 2009.
2. Šifra - 1. veljače 2009.
3. Voz (Vlak) - 3. siječnja 2011.
4. Paja Šiškebab - 1. lipnja 2013.
5. Mobilizacija - 4. listopada 2014.
6. Logor - 22. listopada 2016.

## Glumačka postava
| Glumac/glumica       | Lik u seriji         | Originalni lik     |
| -------------------- | -------------------- | ------------------ |
| Marko Kovač          | Prele                | Prle               |
| Nikola Dakić         | Gluhi                | Tihi               |
| Nemanja Predojević   | Gluhi i Ado Majka    | Tihi               |
| Goran Simić          | Gluhi                | Tihi               |
| Milan Đukić          | Treger, šef Gestapa  | Kriger             |
| Dejan Spasojević     | Suri                 | Mrki               |
| Bojan Aleksić        | Zrikavac             | Zriki              |
| Saša Bajević         | Boca i Paja Šiškebab | Joca i Paja Bakšiš |
| Nikola Terić         | Cane Pedala          | Cane Kurbla        |
| Boško Babović        | Gojko Cinkar         | Gojko i Limar      |
| Bude Budisavljević   | Čedo                 |                    |
| Ljubomir Štulović    | Briškula             | Mikula             |
| Vladeta Aksentijević | Vlada Čečen          | Vlada Rus          |
| Vuk Kovač            | Mali Prele           |                    |
| Dejan Dubajić        | Prosjak              |                    |
| Jelena Kovač         | Partizanka 1         |                    |
| Ana Spasojević       | Partizanka 2         |                    |

## Vanjske poveznice
- Trailer prve epizode (YouTube)
- Službene stranice
- Potpisani na IMDb